# أنبوب ثيل

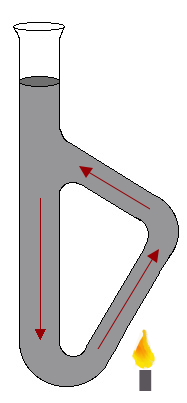
عرض كيفية عمل أنبوب ثيل

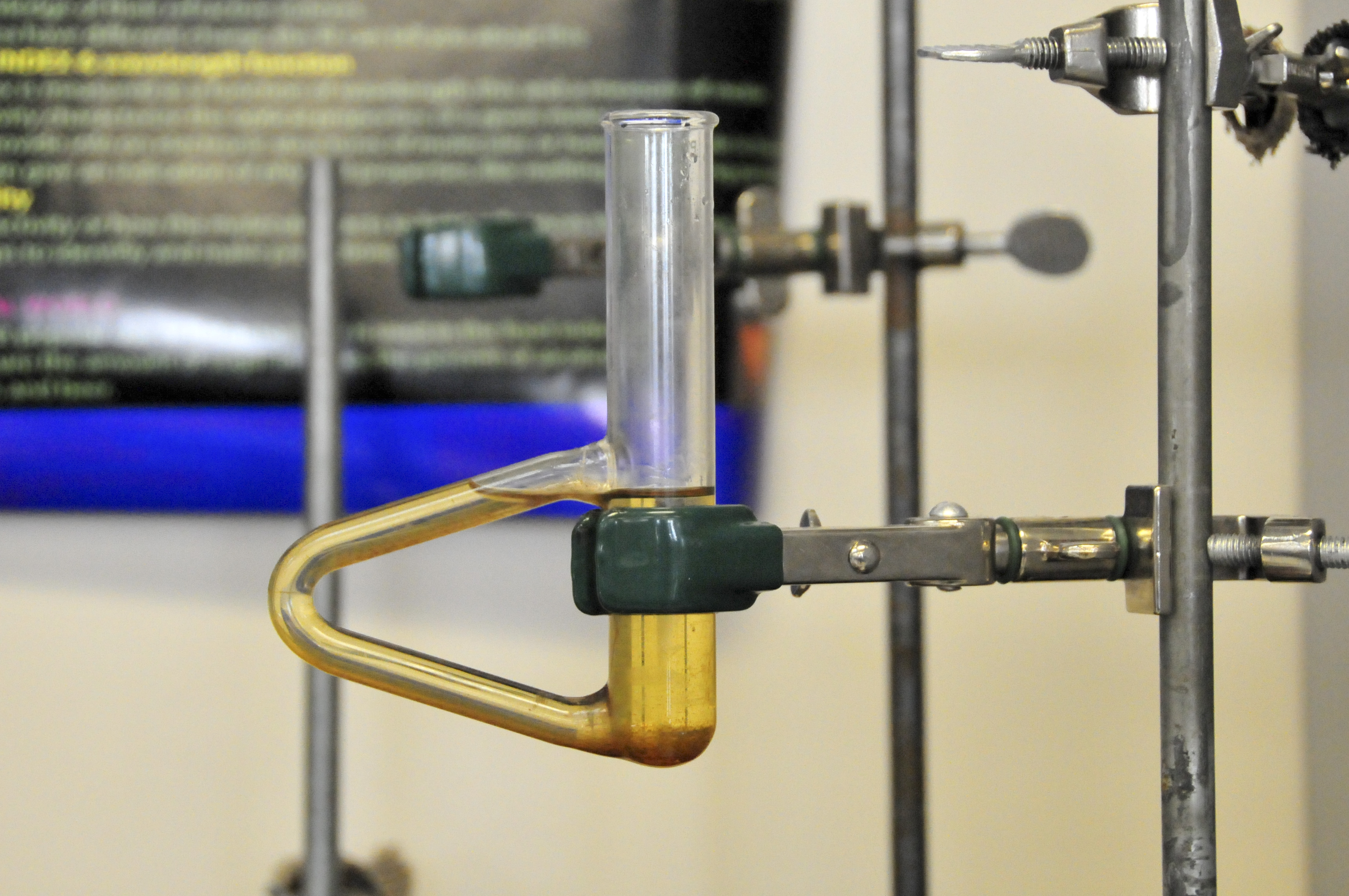
صورة لأنبوب ثيل. مستوى الزيت في الصورة قليلا بعض الشيء لتعويض تمدده عندما يبدأ التسخين

أنبوب ثيل (بالإنجليزية: Thiele tube)‏ هو أنبوب اختبارات كيميائية، سمي باسم الكيميائي الألماني يوهانس ثيل، يشبه أنبوب ثيل المواد الزجاجية المستعملة في المختبرات. يهدف تصميم هذا الأنبوب إلى احتواء وتسخين حماما زيتيا. ويشيع استخدامه في عملية تحديد درجة انصهار مادة ما، يشبه أنبوب ثيل أنبوب اختبار زجاجيا ذا مقبض.

## طريقة عمل الأنبوب
يسكب الزيت في أنبوب ثيل، ومن ثم تسخن القبضة إما بواسطة شعلة صغيرة بجوار مقبض الأنبوب، أو بواسطة بعض العناصر الأخرى ذات الإشعاع الحراري. يسمح الشكل الخاص لأنبوب ثيل بدوران الزيت تحت تأثير تيار الحمل الحراري، فيولد حماما زيتيا ذا درجة حرارة متجانسة تقريبا.

## درجة الانصهار
تغمر العينة المراد قياس درجة انصهارها في أنبوب شعري مختوم وموصل إلى مقياس حرارة داخل انبوب ثيل، ومن ثم يبدأ التسخين، ويمكن ملاحظة مجال درجة الحرارة التي تنصهر عندها المادة. وأثناء التسخين تكون نقطة الانصهار هي النقطة التي نلاحظ فيه الانصهار وتثبت عندها درجة الحرارة.
ويوجد حاليا طريقة حديثة تستخدم تجهيزات مخصصة لمعرفة درجة الانصهار، ويسمى جهاز تحديد نقطة الانصهار

## نقطة الغليان
توضع العينة في أنبوب الانصهار موصول مع ميزان لقياس درجة حرارة الانصهار، ويغمر في أنبوب ثيل، ويوضع أنبوبا شعريا مختوم النهاية العليا ومفتوح النهاية السفلى في أنبوب الانصهار. يسخن أنبوب ثيل، فتنطلق أولا الغازات المنحلة في العينة. وحالما تبدأ العينة بالغليان، يوقف التسخين وتبدأ بعدها درجة الحرارة بالانخفاض. درجة الحرارة التي تبدأ عندها العينة السائلة بالامتصاص داخل الأنبوب الشعري هي نقطة الغليان للعينة.